# Apprentissage semi-supervisé
L'apprentissage semi-supervisé est une classe de techniques d'apprentissage automatique qui utilise un ensemble de données étiquetées et non étiquetées. Il se situe ainsi entre l'apprentissage supervisé qui n'utilise que des données étiquetées et l'apprentissage non supervisé qui n'utilise que des données non étiquetées. Il a été démontré que l'utilisation de données non étiquetées, en combinaison avec des données étiquetées, permet d'améliorer significativement la qualité de l'apprentissage.
Un autre intérêt provient du fait que l'étiquetage de données nécessite souvent l'intervention d'un utilisateur humain. Lorsque les jeux de données deviennent très grands, cette opération peut s'avérer fastidieuse. Dans ce cas, l'apprentissage semi-supervisé, qui ne nécessite que quelques étiquettes, revêt un intérêt pratique évident.
Un exemple d'apprentissage semi-supervisé est le coapprentissage, dans lequel deux classifieurs apprennent un ensemble de données, mais en utilisant chacun un ensemble de caractéristiques différentes, idéalement indépendantes. Si les données sont des individus à classer en hommes et femmes, l'un pourra utiliser la taille et l'autre la pilosité par exemple.